# CRYBB3
CRYBB3‏ (Crystallin beta B3) هوَ بروتين يُشَفر بواسطة جين CRYBB3 في الإنسان.